# 卡茲馬拉
卡茲馬拉（Qazmalar），是一個位於阿塞拜疆卡希區的小鎮。
2012年1月1日，人口普查是一共57戶，共264人。

## 外部連結
- 卡茲馬拉位于GEOnet名称服务的结果GEOnet Names Server